# Darkseed
Darkseed jest niemieckim zespołem metalowym, istniejącym w latach 1992 - 2006. Muzyka przez nich reprezentowana to metal gotycki z elementami doom, a nawet death metalu. Grupa została reaktywowana 4 października 2008 roku.

## Dyskografia
- Sharing the Grave (1992)
- Darksome Thoughts (1993)
- Romantic Tales (1994)
- Midnight Solemnly Dance (1996)
- Spellcraft (1997)
- Romantic Tales (reissued 1998)
- Give Me Light (1999)
- Diving Into Darkness (2000)
- Astral Adventures (2003)
- Ultimate Darkness (2005)
- Poison Awaits (2010)
- Astral Darkness Awaits (2012)